# Schnürpflingen
Schnürpflingen település Németországban, azon belül Baden-Württembergben. Lakosainak száma 1460 fő (2023. december 31.). Schnürpflingen Illerrieden és Staig községekkel határos.

## Népesség
A település népessége az elmúlt években az alábbi módon változott:
| Lakosok száma | 1008 | 1385 | 1385 | 1423 | 1432 | 1460 |
|               | 1975 | 2017 | 2019 | 2021 | 2022 | 2023 |